# Мезек
Мезе́к (болг. Мезек) — село в Хасковській області Болгарії. Входить до складу общини Свиленград.

## Населення
За даними перепису населення 2011 року у селі проживали 255 осіб.
Національний склад населення села:
| Національність   | Кількість осіб | Відсоток |
| ---------------- | -------------- | -------- |
| болгари          | 204            | 96,7%    |
| турки            | 4              | 1,9%     |
| цигани           | 0              | 0%       |
| Всього відповіли | 211            |          |

Розподіл населення за віком у 2011 році:
Динаміка населення: